# Ivo Braak

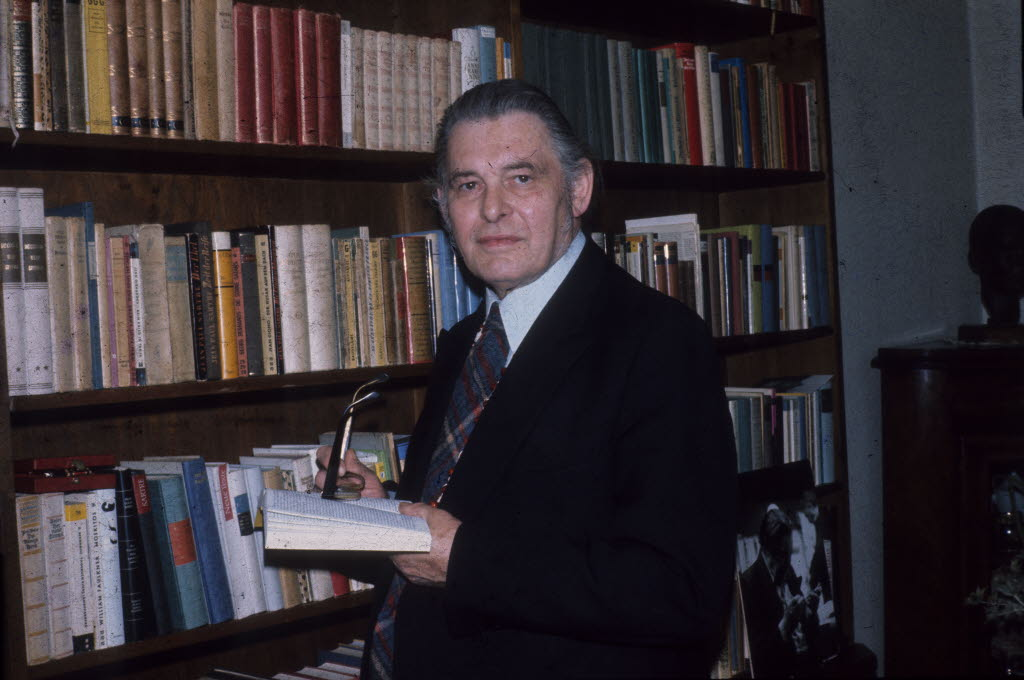
Ivo Braak (1976)

Johannes Edmund „Ivo“ Braak (* 12. September 1906 in Marne, Süderdithmarschen, Provinz Schleswig-Holstein, Königreich Preußen; † 10. August 1991 in Kiel) war ein deutscher Lehrer, Autor, Hörspielsprecher, Rezitator und NS-Funktionär. Als Akteur der niederdeutschen Bewegung setzte er sich für den Erhalt des Plattdeutschen ein.

## Leben
Ivo Braak war der Sohn des Justizsekretärs Richard Braak und dessen Ehefrau Anna (geb. Ramm). Nach Besuch der Volksschule und der Realschule Marne ging Braak 1922 an die Staatliche Bildungsanstalt Plön, wo er 1926 sein Abitur machte. Im selben Jahr begann er das Studium der evangelischen Theologie an der Christian-Albrechts-Universität zu Kiel, das er nach zwei Semestern abbrach. Er studierte dann deutsche und niederdeutsche Philologie, zunächst in Wien und Hamburg, ab 1929 in Kiel, wo er 1930 zum Dr. phil. promoviert wurde. Seine Referenten waren Otto Mensing und Karl Wesle. 1930 bis 1932 besuchte er im Zweitstudium die Pädagogische Akademie Kiel, die er mit den Examen für das Lehramt an Volksschulen und Mittelschulen verließ.
Ab 1926 war Braak Mitglied, von 1933 bis 1936 Direktor der Niederdeutschen Bühne Kiel. Zum 1. Mai 1933 trat er in die NSDAP ein, allerdings trat die Mitgliedschaft nicht in Kraft, so dass er erst zum 1. Mai 1937 der Partei angehörte (Mitgliedsnummer 5.443.688). Später schloss er sich auch der Schutzstaffel an (40. SS-Standarte Kiel). Während des 7. Niederdeutschen Bühnentags (28.–30. September 1934) wurde Braak vom Gaukulturwart der NSDAP im Gau Schleswig-Holstein als Nachfolger von Klaus Witt zum Obmann des Niederdeutschen Bühnenbundes ernannt. Dieses Amt bekleidete Braak bis Mai 1945. In seiner Antrittsrede, in der er seine Ziele als Vorsitzender des Bühnenbundes formulierte, folgte er einer nationalsozialistischen Denkweise. Während seiner Zeit als Obmann gelang ihm trotz der Gleichschaltung der Erhalt dezentraler niederdeutscher Bühnen. Ob hierin aber schon ein Akt politischen Widerstands zu sehen ist, wie Braak es selbst in einem 1980 gehaltenen Referat in Kiel nahegelegt hatte, lässt sich anzweifeln.
Außerdem war Braak Mitglied von Abteilung IV (Fachschaft Bühne) der Reichstheaterkammer und Abteilung VI (Theater) im Reichsministerium für Volksaufklärung und Propaganda. Darüber hinaus fungierte er als Propagandaredner bei der Gauleitung im Gau Weser-Ems. Ab 1935 war er an der Hochschule für Lehrerbildung in Kiel tätig, 1936 wechselte er an die Hochschule für Lehrerbildung in Oldenburg (Oldb), wo er am 27. August 1937 Professor für Deutsche Sprache, Methodik des Deutschunterrichts und Sprecherziehung wurde. 1939 wurde die HfL stillgelegt.
Im Zweiten Weltkrieg diente er als Soldat und wurde zuletzt im Rang eines Oberleutnants als Nachrichten- und Ausbildungsoffizier auf dem Fliegerhorst Oldenburg eingesetzt. Nach kurzer amerikanischer Kriegsgefangenschaft arbeitete er ab 1945 zunächst als Schauspieler. 1948 stufte ihn der Entnazifizierungshauptausschuss Kiel in Kategorie V ein und betrachtete ihn somit als "entlastet". Im selben Jahr  wurde Braak Professor an der Pädagogischen Hochschule Flensburg, 1959 bis 1973 lehrte er an der PH Kiel, wo er von 1961 bis 1967 Rektor war.
Der Germanist Ivo Braak war Mitbegründer des Instituts für niederdeutsche Sprache Bremen und lehrte als Professor an der PH Flensburg und Kiel u. a. auch niederdeutsche Philologie.
Als Sprecher war er beim NDR und bei Radio Bremen tätig. Er schrieb und inszenierte niederdeutsche Dramen und hat sich hierbei – ähnlich wie Hinrich Kruse in seinen Kurzgeschichten – mit zeitaktuellen Themen wie der Schuld während der NS-Zeit auseinandergesetzt, zum Beispiel in Tein Jahr un dree Daag (1954).
Braak war mit Hermann Claudius befreundet, zu dessen hundertstem Geburtstag er für den Schleswig-Holsteinischen Heimatbund eine Schallplatte mit seinen Werken besprach. Viele weitere Schallplatten sind mit eigenen oder Werken fremder niederdeutscher Autoren, von Ivo Braak besprochen, erschienen, u. a. auch in der Reihe Niederdeutsche Stimmen.
Der Anatom Heiko Braak ist ein Sohn.

## Wissenschaftliche Schriften
- Die Sprache der Fortsetzer des Neocorus (Hans Detleff, Christian Wiegvert, Melchior Luden), Kiel o. J. [1930].
- Das Gedicht. Begegnung u. Aneignung in d. Volksschule (= Wegweiser für die Lehrerfortbildung 2), Kiel 1954 (7. Auflage 1969).
- Poetik in Stichworten, Kiel 1965 (8. Auflage, Bornträger, Berlin 2001)

## Ehrungen
- 1966 Klaus-Groth-Plakette[7]
- 1968 Lornsen-Kette des Schleswig-Holsteinischen Heimatbundes[7]
- 1969 Fritz-Stavenhagen-Preis[7]
- 1974 Bundesverdienstkreuz am Bande[8]
- 1976 Goldene Hebbel-Medaille[8]
- 1981 Ehrenmitgliedschaft des Schleswig-Holsteinischen Heimatbundes[8]
- 1981 Ehrenbürger von Marne[8]
- 1986 Ehrensenator der Pädagogischen Hochschule Kiel[9]
- 1986 Kulturpreis des Kreises Dithmarschen[8]

## Hörspiele
- 1950: Sluderi (auch Sprecher) – Regie: Eberhard Freudenberg
- 1950: Johannes Brahms (Sprecher der Titelrolle) – Regie: Hans Freundt
- 1951: De Schörtenjäger – Regie: Walter A. Kreye
- 1952: Hermann von Bremen – Regie: Walter A. Kreye
- 1953: Wo sünd wi to Huus? (auch Regie)
- 1954: Theophilus – Regie: Hans Tügel
- 1954: Teihn Jahr un dree Daag (auch Sprecher) – Regie: Eberhard Freudenberg
- 1955: Driewsand (auch Sprecher) – Regie: Hans Tügel
- 1956: Verloren Paradies (auch Regie)
- 1960: Hörspiel – Regie: N. N.

Die Internet-Datenbank des ARD-Hörspielarchivs verzeichnet Braak als Sprecher in 69 Hörspielen und als Regisseur von 22 Hörspielen.

## Diskografie
- Klaus Groth: „Heisterkrog“ und Gedichte. 1966
- Wilhelm Wisser: Plattdeutsche Volksmärchen, Schwänke und Legenden. 1966
- Hinrich Kruse [u. a.]: Plattdütsche Döntjes, vertellt von Professor Ivo Braak
- Plattdeutsche Weihnachtsgeschichten. Eckert, Kiel um 1980
- Min Moderspraak: Niederdeutsche Gedichte von Klaus Groth bis zur Gegenwart. (mit Irmgard Harder und Günther Dockerill)
- Hermann Claudius: Aschenputtel. Ein plattdeutsches Märchen. und Gedichte. Verlag SH Buchkontor, Kiel 1978